# Dialeurodes natickis
Dialeurodes natickis is een halfvleugelig insect uit de familie witte vliegen (Aleyrodidae), onderfamilie Aleyrodinae. De soort is voor het eerst wetenschappelijk beschreven door Baker & Moles in 1921.